# Модзманашвили, Давит
Давит Модзманашвили (груз. დავით მოძმანაშვილი; род. 9 ноября 1986, Тбилиси) — грузинский и узбекистанский борец вольного стиля, чемпион Азии, призёр Олимпийских и Азиатских игр, а также чемпионатов мира и Европы.

## Биография
Родился в 1986 году в Тбилиси. В 2008 году выиграл чемпионат Европы, победив в финале Давида Мусульбеса, однако был уличён в использовании допинга и лишён награды. В 2011 году стал бронзовым призёром чемпионата мира. В 2012 году завоевал бронзовую медаль чемпионата Европы и серебряную медаль Олимпийских игр в Лондоне. В 2019 году был дисквалифицирован за применение допинга и лишён серебряной награды Олимпийских игр 
С 2017 года выступает за Узбекистан. В 2017 году стал чемпионом Азиатских игр по боевым искусствам и состязаниям в помещениях. В 2018 году стал чемпионом Азии и бронзовым призёром Азиатских игр.